# Эльбаз, Венсан
Венсан Эльбаз (фр. Vincent Elbaz, род. 3 февраля 1971, Париж) — французский актёр кино и телевидения.

## Биография
Эльбаз записался в театральную школу (т.н. Курсы Флоран) и начал работать в комедийном театре. Так он проработал два года, сыграл во многих пьесах таких как L'Ouest, le vrai Сэма Шеппарда, La Plaisante Aventure (1992) Карло Гольдони, Le Bouc (1993) Райнера Фассебиндера.
В 1994 году Эльбаз сыграл свою первую большую роль в кино, снявшись в фильме режиссёра Седрика Клапиша «Le Péril jeune», присоединившись к команде молодых актёров-надежд французского кино Ромену Дюрису и Элоди Буше. Он также сыграл в других фильмах Клапиша: Peut-être 1999 года  и Ni pour, ni contre (bien au contraire) в 2002 году.
Широкую известность актёр получил, снявшись в двух популярных комедийных фильмах, вышедших в 1997 году: Les Randonneurs режиссёра Филиппа Ареля и La Vérité si je mens!  Томаса Жилу. В следующем году он получил приз Жана Габена.
Эльбаз пробовал себя в различных жанрах: в 1998 он снялся в фильмах Petits désordres amoureux режиссёра Оливье Перэ и Grève Party режиссёра Фабрис Онтоньент. В 1999 после съёмок в комедии Quasimodo d'El Paris режиссёра Патрика Тимзита он снова снялся у Мориса Клапиша в драматической комедии «Возможно».
Эльбаз снимался в фильмах, где главные роли исполняли женщины: Nag la bombe с Ариан Аскарид  (2000),  La Parenthèse enchantée с Клотильд Куро (2000), Absolument fabuleux с Натали Бай  и Жозиан Баласко (2001) и Rue des plaisirs  с Летицией Касто (2002) режиссёра Патриса Леконта.
В 2002 году Эльбаз снялся в комедийном фильме о нравах «Целуй кого хочешь» режиссёра Мишеля Блана.  В том же году он сыграл главную роль в фильме-драме Un monde presque paisible сценариста и режиссёра Мишеля Блана. Также он сыграл на сцене театра Мариньи вместе с актрисой Мари Жиллен роль в спектакле Hysteria, режиссёром которого выступил Джон Малкович.
В 2003 он снова сотрудничал с режиссёром Седриком Клапишем, снявшись в драме Ni pour ni contre (bien au contraire), опять сыграв вместе с Мари Жиллен.
2005 год для Эльбаза стал поворотным моментом, он снялся в главной роли в фильме режиссёра Реми Безансона в драматическом комедийном фильме Ma vie en l'air, вместе с Марион Котийяр и Жилем Лелушем. Затем он снялся в фильме Le Parfum de la dame en noir режиссёра Бруно Подалиса. Также Эльбаз снялся в главной роли (д’Артаньяна) в телефильме D'Artagnan et les Trois Mousquetaires по знаменитому роману Александра Дюма.
Также в 2005 Эльбаз заявил о желании сыграть роль гангстера Жака Месрина в фильме Барбе Шрёдера и прошёл кинопробы. Для достижения сходства с персонажем Эльбаз даже употреблял кортизон. Однако в дальнейшем кинопроект был заброшен. В итоге фильм был снят режиссёром Жаном-Франсуа Рише, главную роль в фильме сыграл Венсан Кассель. Продюсер фильма Томас Лангман заявил, что был убеждён игрой Эльбаза, однако Кассель стал первым. Эльбаз был расстроен этим выбором, тем более что Кассель за исполнение этой роли получил премию «Сезар» (за лучшую мужскую роль) в 2009 году.

## Личная жизнь
У Эльбаза есть дочь Анна (род. 2007) от его подруги Мет Бергрин, которую он повстречал на съёмках фильма J'aurais voulu être un danseur. Сейчас они проживают раздельно.
В июле 2014 года Эльбаз женился на журналистке телеканала i-Télé Фанни Конкэ. В ноябре 2015 года родился их сын Симон.

## Фильмография

### Кино
- 1994 : Le Péril jeune режиссёр  Седрик Клапиш : Alain Chabert
- 1995 : Le Plus bel âge... режиссёр Didier Haudepin : Marcel
- 1996 : Enfants de salaud режиссёр Тони Маршаль : Napo
- 1997 : Just Do It режиссёр Frédéric Chèze и Denis Thybaud (короткометражный фильм)
- 1997 : Les Randonneurs режиссёр Philippe Harel : Mathieu Lacaze
- 1997 : La Vérité si je mens ! режиссёр Thomas Gilou : Dov Mimran
- 1997 : Petits désordres amoureux режиссёр Olivier Péray : Alain
- 1998 : Grève party режиссёр Fabien Onteniente : Dan
- 1999 : Suzy vend des sushis режиссёр Delphine Quentin (короткометражный фильм)
- 1999 : Quasimodo d'El Paris режиссёр Patrick Timsit : Phoebus
- 1999 : Улыбка клоуна режиссёр Éric Besnard : Smalto
- 1999 : Возможно режиссёр Седрик Клапиш : Филипп
- 1999 : Un pur moment de rock'n roll режиссёр Manuel Boursinhac : Éric
- 2000 : J'peux pas dormir... режиссёр Guillaume Canet (короткометражный фильм) : Antoine
- 2000 : Nag la bombe режиссёр Jean-Louis Milesi : Hervé
- 2000 : La Parenthèse enchantée режиссёр Michel Spinosa : Vincent
- 2001 : Absolument fabuleux режиссёр Габриэль Агион : Jonathan
- 2002 : Rue des plaisirs режиссёр Патрис Леконт : Dimitri Josco
- 2002 : Целуй кого хочешь режиссёр Мишель Блан : Maxime
- 2002 : Un monde presque paisible режиссёр Мишель Девиль : Léon
- 2003 : Ni pour ni contre (bien au contraire) режиссёр Седрик Клапиш : Jean
- 2005 : Д’Артаньян и три мушкетёра[фр.] режиссёр Пьер Акнин : D’Artagnan
- 2005 : Test режиссёр Didier Rouget (court-métrage) : Romain
- 2005 : Dans tes rêves режиссёр Denis Thybaud : Ben
- 2005 : Ma vie en l'air режиссёр Rémi Bezançon : Yann Kerbec
- 2005 : Le Parfum de la dame en noir режиссёр Bruno Podalydès : Prince Galitch
- 2007 : Tel père telle fille режиссёр Olivier de Plas : Bruno
- 2007 : J'aurais voulu être un danseur режиссёр Ален Берлинер : François
- 2007 : Le Dernier Gang режиссёр Ariel Zeitoun : Simon Toledano
- 2008 : Les Randonneurs à Saint-Tropez режиссёр Philippe Harel : Mathieu Lacaze
- 2009 : Tellement proches режиссёры Эрик Толедано и Ольвье Накаш : Alain
- 2009 : Однажды в Версале режиссёр Bruno Podalydès : Le jogger
- 2010 : Sweet Valentine режиссёр Emma Luchini : Ivan
- 2010 : Comme les cinq doigts de la main режиссёр Александр Аркади : David
- 2011 : Штурм режиссёр Julien Leclercq : Тьери Прюньо
- 2012 : La Vérité si je mens ! 3 режиссёр Thomas Gilou : Dov Mimram
- 2014 : Пряности и страсти режиссёр Лассе Халльстрём : Paul
- 2015 : Je compte sur vous режиссёр Pascal Elbé : Gilbert Perez
- 2016 : Amis publics режиссёр Edouard Pluvieux : Bartoloméo
- 2016 : Primaire режиссёр Hélène Angel : Mathieu
- 2017 : Il a déjà tes yeux режиссёр Люсьен Жан-Батист : Manu
- 2017 : Tout là-haut режиссёр Serge Hazanavicius: Pierrick
- 2017 : Daddy Cool de Maxime Govare : Adrien
- 2018 : Je ne suis pas un homme facile d'Éléonore Pourriat : Damien
- 2018 : En liberté ! режиссёр Пьер Сальвадори : Jean Santi
- 2018 : Le Jeu режиссёр Fred Cavayé : Thomas
- 2019 : Andy режиссёр Julien Weill : Thomas
- 2021 : Мой волк режиссёр Дени Имбер

### Телевидение
- 1995 : Extrême Limite (телесериал, серия Yann) : Ludo Beauchamp
- 1995 : Le juge est une femme (телесериал, серия Le Secret de Marion)
- 1996 : Je m'appelle Régine режиссёра Pierre Aknine : Jacques
- 2005 : D'Artagnan et les Trois Mousquetaires режиссёра Pierre Aknine (телефильм) : д’Артаньян
- 2010 : Au bas de l'échelle режиссёра Arnaud Mercadier (телефильм) : Thibaut
- 2012 - 2015 : No Limit (телесериал) : Vincent Libérati